# Neowerdermannia chilensis
Neowerdermannia chilensis är en kaktusväxtart som beskrevs av Curt Backeberg. Neowerdermannia chilensis ingår i släktet Neowerdermannia och familjen kaktusväxter. Inga underarter finns listade i Catalogue of Life.

## Bildgalleri

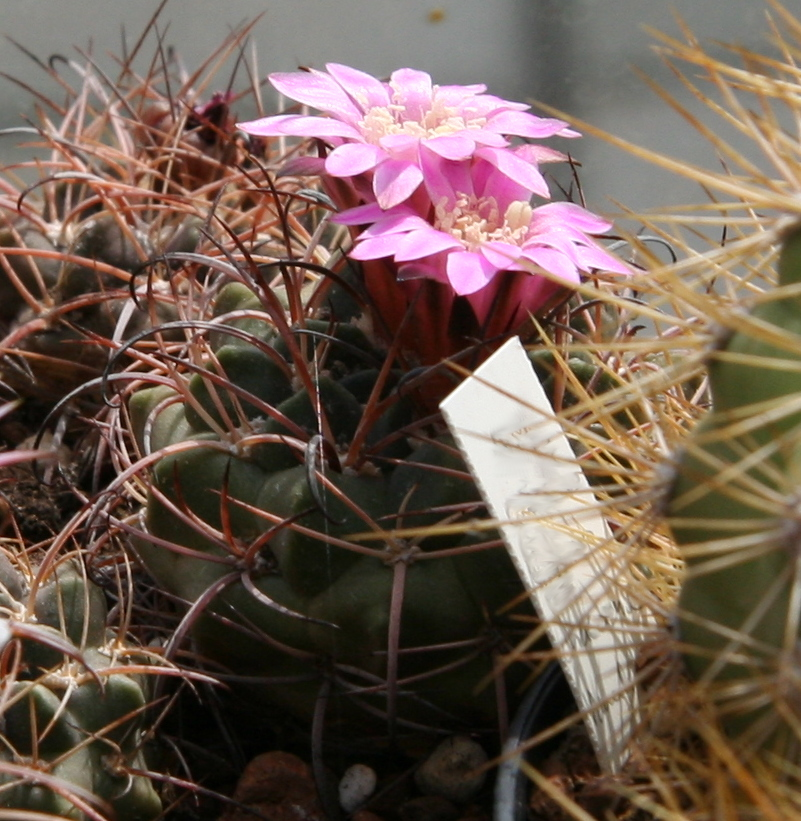
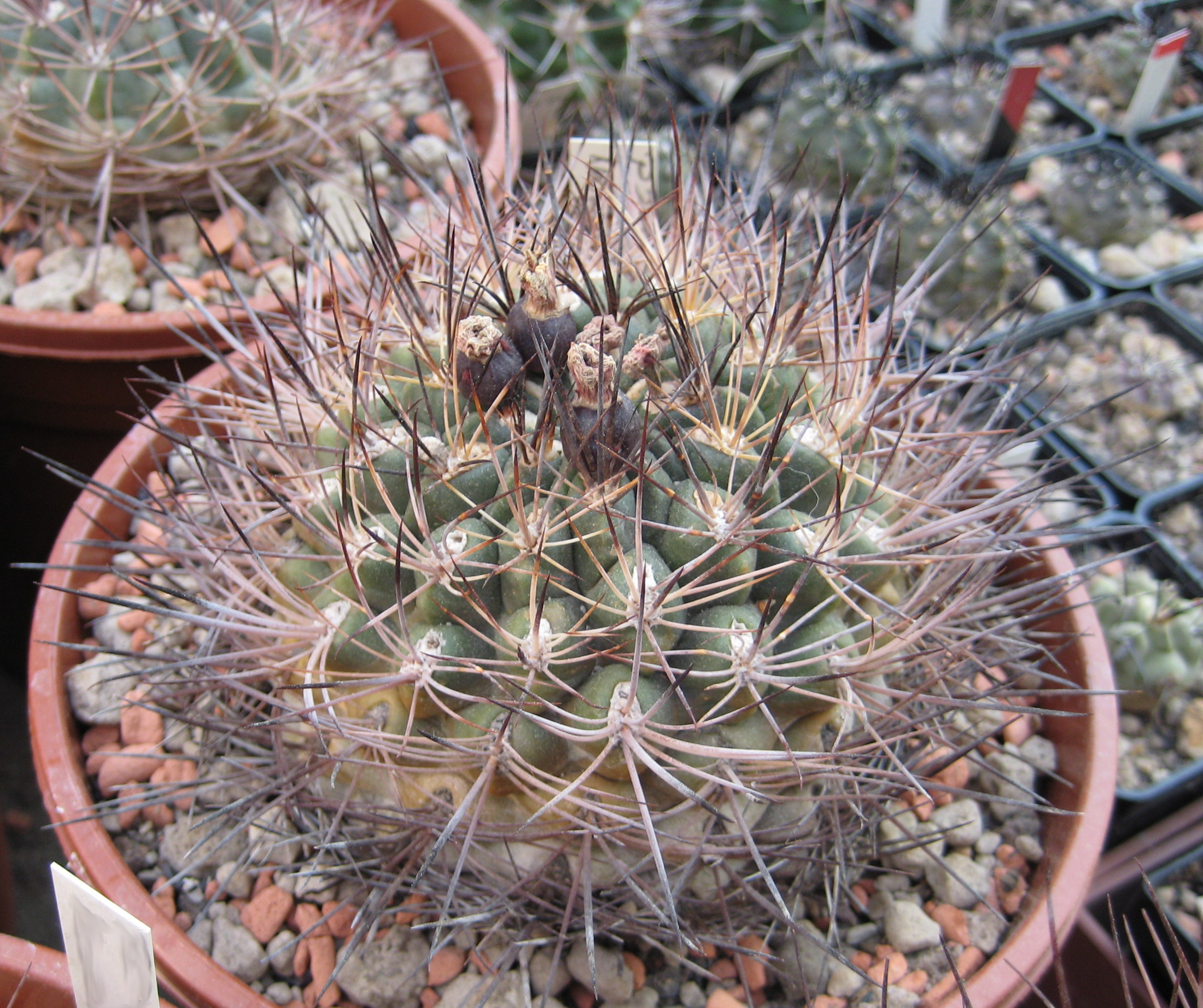